# 1881
Cette page concerne l'année 1881 (MDCCCLXXXI en chiffres romains) du calendrier grégorien.
L'année 1881 est une année commune qui commence un samedi.

## Événements

### Afrique

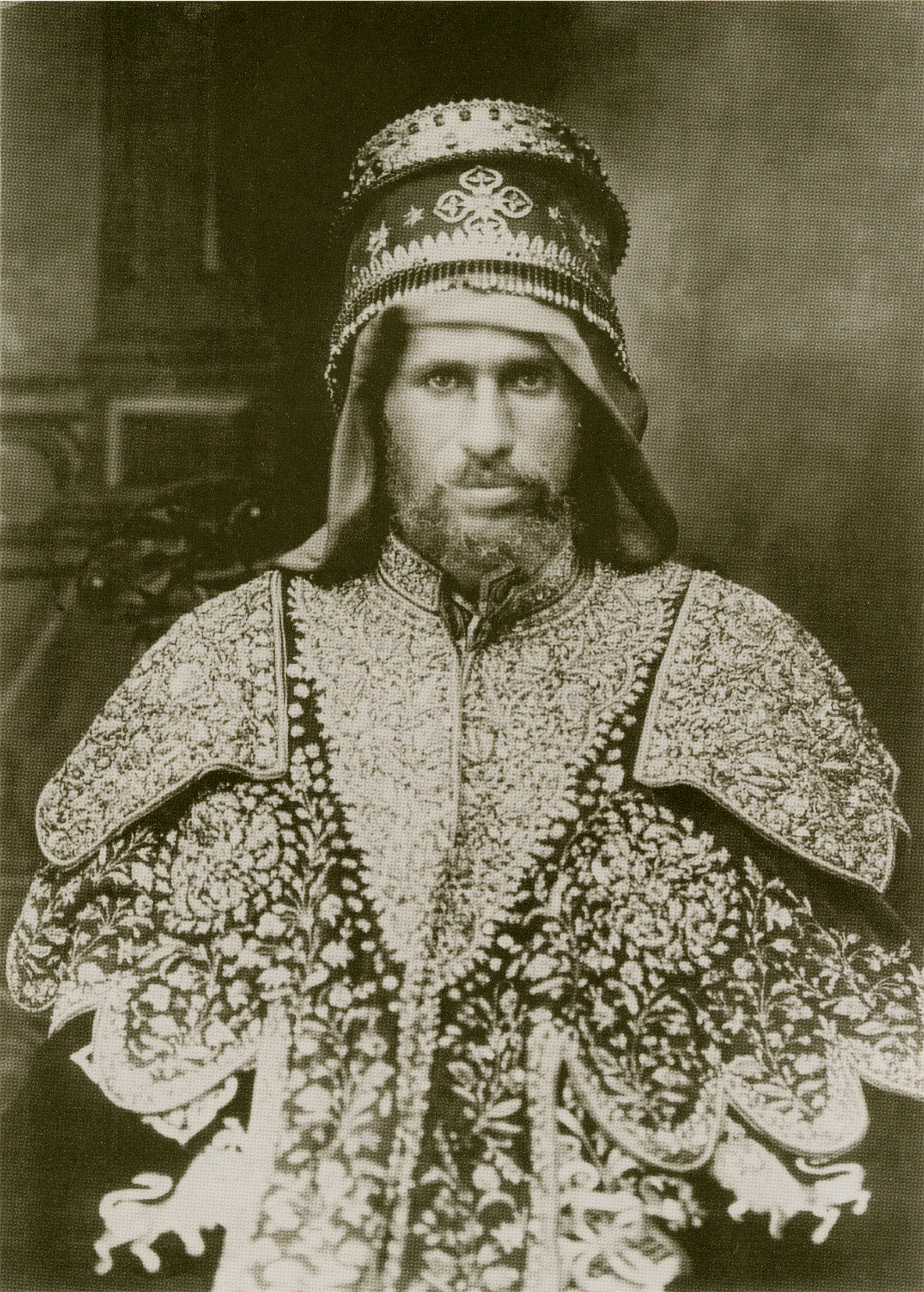
20 janvier : Adal Tessemma negus du Godjam.

- 20 janvier : Yohannes IV d’Éthiopie fait couronner Adal Tessemma negus du Godjam et du Kaffa. En réaction le négus du Shewa Menelik assujettit au tribut le Kaffa et Jimma[1].
- 7 février : le lieutenant-colonel Borgnis-Desbordes s’installe à Kita où il construit un fort[2].

- 16 février : le colonel Paul Flatters est assassiné par les Touareg au puits de Bir el-Garama[3].
- 26 février : loi accordant les crédits permettant le début de la construction du chemin de fer entre Kayes et le Niger, achevé en 1904[4].

- 10 mars : Gallieni signe à Nango un traité avec Ahmadou qui accorde à la France le droit de faire du commerce sur le haut Niger ; le traité n’est pas ratifié par la France[5]. Ahmadou laisse partir Gallieni le 21 mars. Il rejoint à Kita la colonne commandée par le lieutenant-colonel Borgnis-Desbordes, commandant militaire du Haut-Fleuve, qui soumettra par la suite la région située entre le Sénégal et le Niger[6].

- 29 mars : promulgation du Code des 305 articles à Madagascar[7]. Il crée huit ministères (Intérieur, affaires Étrangères, armée, Lois, Justice, Industrie, Finances et Instruction publique), institue la scolarisation obligatoire, réorganise l’armée et l’administration.

- Mars : Samori Touré prend Kankan après neuf mois de siège[8]. Il rencontre pour la première fois les troupes françaises sur la rive gauche du Niger. Après la chute de Kankan, l’État de Samori Touré évolue vers une théocratie islamique (1880-1886).

- 27 avril : début du soulèvement du damel du Cayor Lat Dior au Sénégal, qui dénonce le traité de 1879 et s’oppose à la construction de la ligne de chemin de fer de Dakar à Saint-Louis[9] (fin en 1885).

- Avril[10] : le Fouta-Toro passe sous le protectorat français : le colonel Brière de l'Isle, gouverneur du Sénégal, obtient la soumission de l’almani Siré-Baba-Lih, qui règne sur le littoral de l’actuel Sénégal[11].

- Mai ou juin : le Français Pierre Arnoux s’installe à Obock (il est tué le 3 mars 1882)[12] ; le 30 juin, Paul Soleillet signe un engagement avec l’entrepreneur havrais Albert Godin qui vient de fonder la Société française d’Obock. Soleillet arrive à Obock le 12 janvier 1882[13].

- 5 juillet : protectorat français sur le Fouta-Djalon[14].

- 12 décembre : création de la Compagnie du Sénégal et de la côte occidentale d’Afrique[15] (Compagnie française de l’Afrique occidentale en 1887).

- Début du règne de Hachem, sultan du Bornou (1881-1893)[16].

- Insurrection des Baoulés en Côte d'Ivoire (fin en 1902)[17].
- Hamites General Economy[18], pamphlet préconisant la création d’Églises chrétiennes indépendantes au Nigeria.

#### Afrique australe
- 16 janvier, première Guerre des Boers : bataille d’Elandsfontein[19].
- 28 janvier : les Boers défont l’armée britannique à la bataille de Laing’s Nek[20].

- 8 février : les Boers défont l’armée britannique à la bataille de Schuinshoogte ou d’Ingogo[21].
- 12 février : les Boers défont l’armée britannique à la bataille de Rooihuiskraal, aux environs de Pretoria[22].

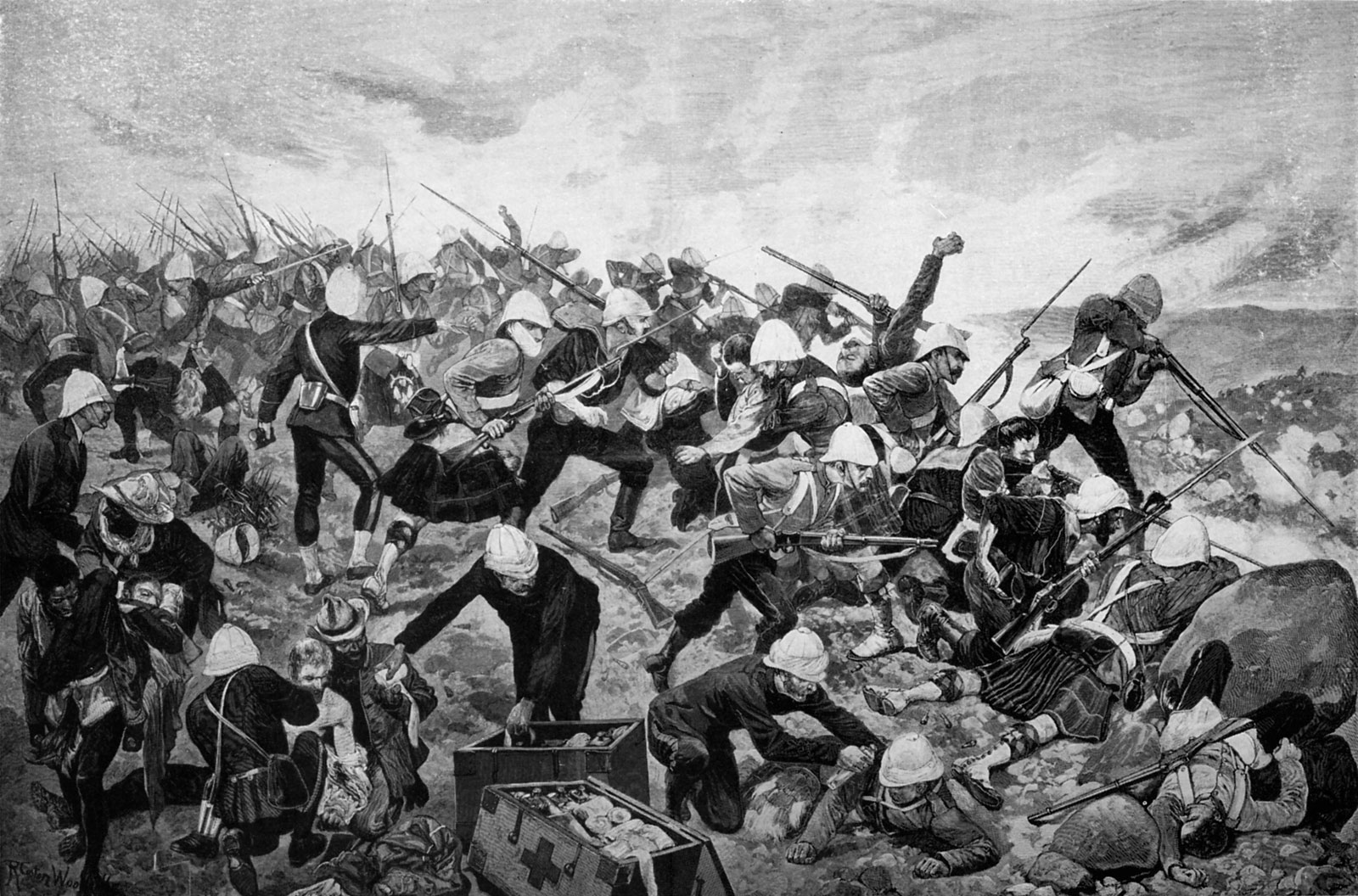
27 février : bataille de Majuba Hill

- 27 février : les Boers défont l’armée britannique à la bataille de Majuba Hill[19]. Mort du général George Pomeroy Colley.

- 23 mars : armistice entre les Boers et les Britanniques signé à O’Neil’s Cottage, à quelques centaines de mètres de Majuba Hill[23].

- 3 août : le Royaume-Uni reconnaît l’indépendance de la république du Transvaal sous la suzeraineté de principe de la couronne britannique à la convention de Pretoria[24].

#### Afrique du Nord
- 1er février : mutinerie parmi les officiers de la garnison du Caire, qui interviennent pour secourir trois colonels dont le nationaliste Arabi Pacha, traduit devant la cour martiale pour des actes de désobéissance. Le khédive doit congédier son ministre de la guerre. Début du soulèvement nationaliste en Égypte[25].
- 30 mars : incursion de Kroumirs en Algérie[26].
- 7 avril : Jules Ferry fait voter à la Chambre des crédits pour organiser une expédition militaire contre les Kroumirs[26].
- 22 avril : assassinat du lieutenant Weinbrenner. Le marabout Bou Amana des Ouled-Sidi-Cheikh prend la tête d’une insurrection dans le Sud oranais. Le calme est rétabli au bout de quelques mois[27].
- 24 avril : intervention française en Tunisie (fin en novembre). Une armée de 30 000 hommes passe la frontière. La Kroumirie est occupée sans que le bey donne l’ordre à ses troupes régulières de réagir[26].

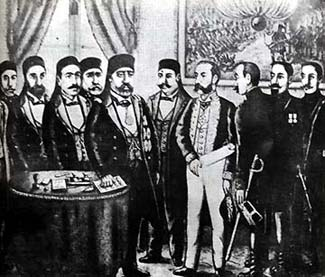
12 mai : traité du Bardo.

- 12 mai : signature au palais de Ksar Saïd du traité du Bardo entre le général Bréard et le bey de Tunis, Sadok Bey, instaurant le protectorat français de Tunisie[26]. Il est ratifié à la chambre malgré Clemenceau et grâce à Jules Ferry. Le bey est maintenu dans ses fonctions mais doit accepter la nomination à ses côtés d'un résident général.
- 13 mai : Théodore Roustan est nommé ministre résident à Tunis (fin en 1882).

- 18 juin, Tunisie[28] : une canonnière française, le Chacal, fait son apparition devant Sfax, mais est accueillie par des coups de fusil[29]. L'intervention française provoque une insurrection musulmane, encouragée par les marabouts sanoussi qui proclament le djihad à Sfax, Gabès et Kairouan, réprimée de juillet à octobre par un corps expéditionnaire français de 50 000 hommes. Les dissidents se soumettent sans grande résistance fin novembre. Seule, dans l’extrême sud, quelques tribus restent en guerre jusqu’en 1883.
- 29 juin : au Soudan, Mohamed Ahmed ibn Abd Allah, originaire de Dongola, se proclame le Mahdi (le sauveur) et prêche contre les Turcs[30]. Il dispose au début de quelques partisans et d’armes de jet, mais le succès qu’il remporte auprès des garnisons égyptiennes abandonnées au Soudan renforce ses troupes et ses armements. Il conquiert tout le pays de 1881 à 1884. Sa révolte éveille pour la première fois une conscience nationale au Soudan.

- 9 septembre, Égypte : soulèvement nationaliste conduit au Caire par Arabi Pacha contre le khédive Tawfiq, soumis aux européens (fin en 1882)[31]. Regroupés dans le Parti patriotique, les officiers égyptiens réclament la fin du monopole des turco-circassiens sur les hautes fonctions de l’État. Après l’arrestation du leader nationaliste Arabi Pacha, des régiments se mutinent et contraignent Tawfiq à former un nouveau gouvernement. Les puissances, à l’exception de la France qui craint des répercussions en Tunisie, demandent une intervention militaire ottomane.

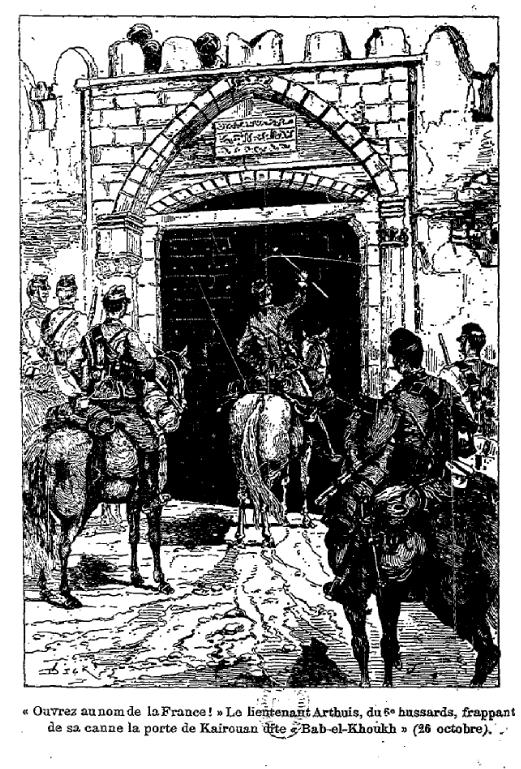
26 octobre : occupation de Kairouan.

- 10 octobre : occupation de Tunis par les troupes françaises[32].
- 26 octobre : occupation de Kairouan par les troupes françaises[28].

- 26 novembre : Louis Tirman est nommé gouverneur général de l’Algérie (fin en 1891). Il inaugure le système du « rattachement » (décret du 26 août 1881), une expérience tendant à l’assimilation administrative de l’Algérie, qui échoue[27].

### Amérique

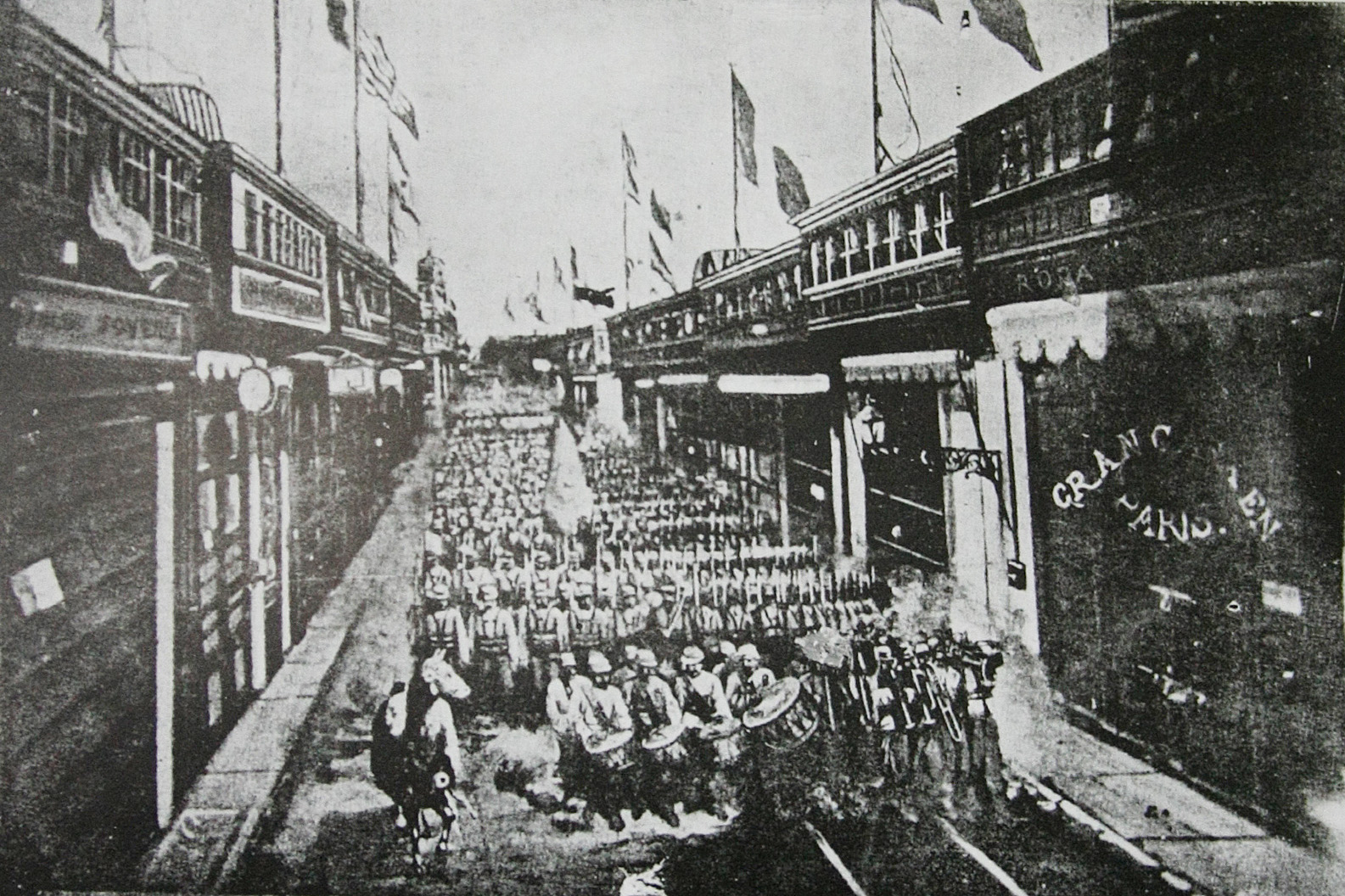
17 janvier : l'armée chilienne marche dans Lima.

- 15 janvier : Guerre du Pacifique : bataille de Miraflores. Les troupes chiliennes occupent Lima le 17[33]. La ville est mise à sac.

- 4 mars : présidence républicaine de James Garfield aux États-Unis. Il est assassiné le 2 juillet[34].
- 12 mars, Pérou : le caudillo démocrate Nicolás de Piérola, au pouvoir depuis 1879, est emporté par la défaite militaire et cède le pouvoir à Francisco García Calderón puis au général Lizardo Montero le 28 septembre[35].
- 2 juillet : assassinat de James A. Garfield[34].
- 23 juillet : traité de limites signé à Buenos Aires fixant la frontière entre le Chili et l’Argentine le long de la ligne de crête de la Cordillère des Andes, entré en vigueur le 22 octobre 1881[36].
- 18 septembre : Domingo Santa María est élu président de la république du Chili[37].
  - Aníbal Pinto, vainqueur de la guerre du Pacifique, ne peut se représenter car la réélection n’est plus permise au Chili depuis 1871. Leurs succès militaires profitent aux libéraux qui gardent le pouvoir jusqu’en 1890.
- 20 septembre : début de la présidence républicaine du vice-président Chester A. Arthur aux États-Unis (fin en 1885)[34].

### Asie et Pacifique

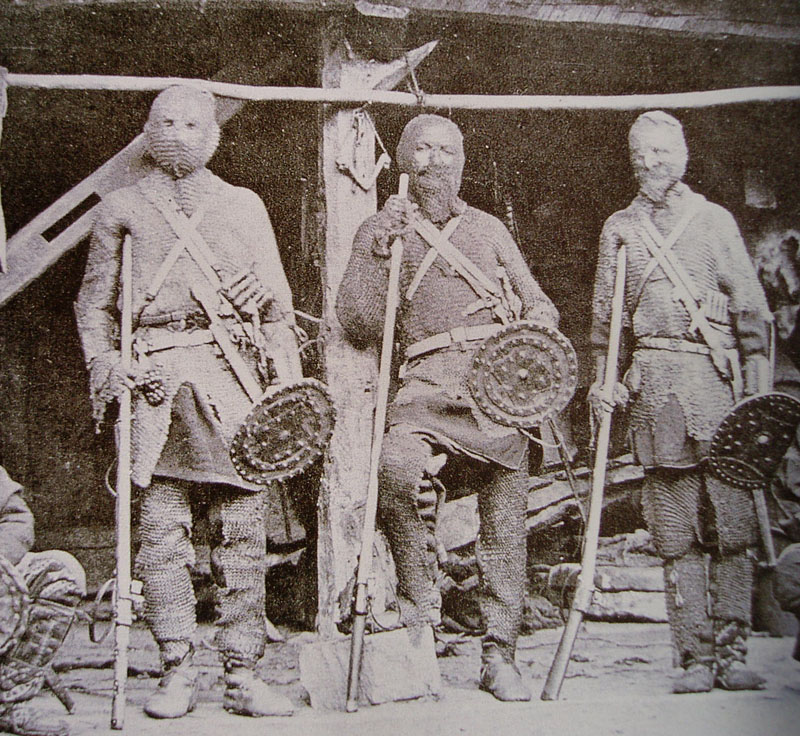
Soldats turkmènes lors du siège de Geok-Tepe

- 24 janvier (12 janvier du calendrier julien) : la forteresse de Gökdepe (région de Merv) est le dernier territoire du Turkestan à passer sous domination russe[38], en faisant 15 000 victimes turkmènes.

- 21 février : annexion des îles Gambier à la France[39].
- 24 février (12 février du calendrier julien) : traité de Saint-Pétersbourg entre la Russie et la Chine[40]. La Russie restitue la région de l’Ili qu’elle occupe depuis 1871, mais enlève de vastes territoires à l’ouest de la rivière Khorgos soit plus de 70 000 km2. La Russie est autorisée à établir des consulats à Turfan et Suzhou.

- 25 mars : l’État de Mysore, en Inde est rendu à son souverain légitime, Chamaraja Wodeyar[41].

- Mai, Yokohama : une mission d’observation coréenne (Sinsa yuramdan) arrive au Japon pour étudier les moyens de moderniser le pays (fin en août)[42]. Des officiers nippons sont chargés d’instruire sur place l’armée coréenne.

- 12 juin : un édit royal met officiellement fin à la persécution du christianisme en Corée[43].

- 27-29 juin : Midhat Pacha, nommé en Syrie sur la pression des Britanniques après sa démission en 1878, est condamné à mort, puis gracié par le sultan ottoman qui l’accuse d’être mêlé à l’assassinat d’Abdülaziz en 1876. Il est exilé à Taef (28 juillet)[44].
- Juin : le chef de la révolte kurde Ubayd Allah est capturé et emprisonné à Constantinople[45].

- 26 août : la British North Bornéo (Chartered) Company est autorisée par une charte royale à administrer la région[46].

- 24 septembre : le marquis Tseng, représentant du gouvernement chinois en Europe, informe le ministre français des Affaires étrangères Barthélemy Saint-Hilaire, que la Chine ne peut pas reconnaître le traité conclu avec l'Annam le 15 mars 1874 ; Gambetta, ministre des Affaires Étrangères depuis le 14 novembre, répond à Tseng le 1er janvier 1882, que le gouvernement français n’hésiterait pas à revendiquer l’entière liberté de ses actes en ce qui concerne l’exécution de ses conventions avec l’Annam. Des opérations de lutte contre le brigandage dans la vallée du fleuve Rouge en 1882 provoquent la guerre entre la Chine et la France pour le contrôle de l’Annam[47].

- 29 octobre : l’homme d’État japonais Itagaki Taisuke fonde le Jiyūtō, parti libéral[48], qui réclame l’extension des droits civiques, l’égalité de tous devant la loi et un régime constitutionnel.

- Octobre : Eliezer Ben-Yehuda arrive à Jaffa. Il s’installe à Jérusalem et renouvelle l’usage de l’hébreu[49].
- 20 décembre : création d’une commission de la dette publique ottomane. L’administration de la dette va contrôler près de 30 % des revenus de l’État[50]. Elle garantit les emprunts ottomans sur les places boursières européennes.
- 21 décembre : convention d’Akhal, signée à Téhéran rectifiant la frontière russo-perse. La Perse reconnait l’annexion du Khwarezm par l’Empire russe[51].

- Opposition nationaliste arabe aux Ottomans : des placards nationalistes appellent les populations arabes à la révolte contre l’autorité ottomane à Beyrouth (31 décembre 1880[52]), Bagdad, Damas, Alep. Des intellectuels des provinces arabes de l’empire dénoncent dans des publications diffusées à partir de Londres (al-Khilafa de Louis Sabundji, 1881[53]) l’usurpation du titre de calife par les Turcs ottomans et réclament sa restitution à un souverain arabe, qui doit appartenir, selon certains, à la descendance du prophète. Au même moment, leurs idées sur le califat arabe sont reprises par Wilfrid Scawen Blunt qui publie The Future of Islam (1882).

### Europe
- 29 janvier, Espagne : Alejandro Pidal y Mon crée l’union Catholique (Unión Católica)[54], qui vise à ramener les carlistes dans la mouvance conservatrice.

- 14 février[55] : le gouvernement hongrois prend le contrôle de la force publique en remplaçant les pandours des départements, devenus obsolètes, par des gendarmes dotés de pouvoirs étendus dans les campagnes[56].

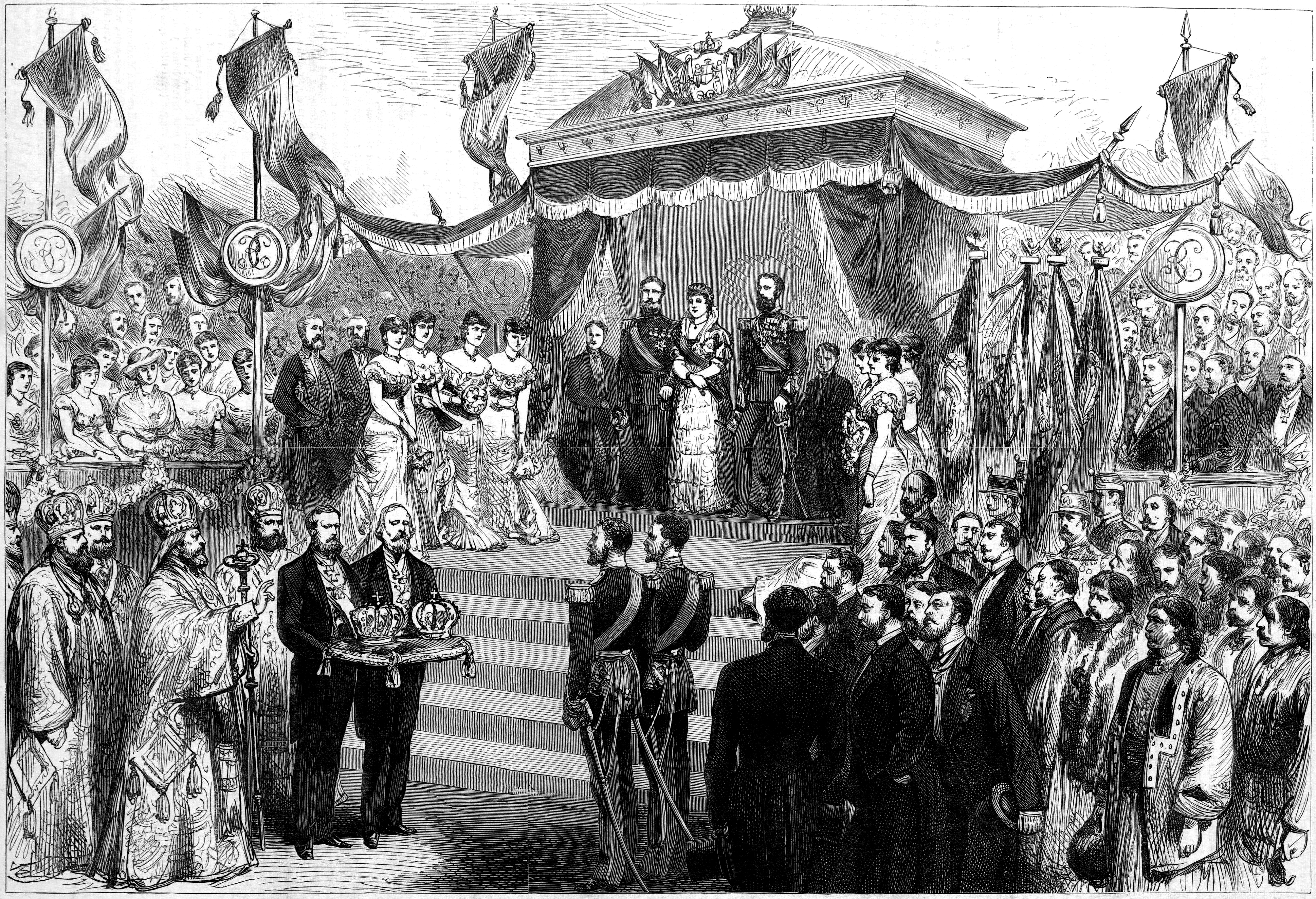
22 mai : couronnement de Carol Ier de Roumanie

- 26 mars : la Roumanie est érigée en royaume. Carol Ier de Roumanie est couronné roi de Roumanie le 22 mai (fin de règne en 1914)[57]. Il désigne comme héritier son neveu Ferdinand de Hohenzollern.
- 7 avril : le premier ministre britannique William Gladstone accorde le Land Act à l'Irlande, qui prend force de loi le 22 août[58]. Après avoir fait adopter des lois de coercition, Gladstone obtient le vote d’une loi agraire qui répond aux attentes de la Land League : loyer correct, maintien du bail tant que le loyer est payé, liberté de vendre son droit d’occupation à un tiers.
- 22 avril : Dimitrie Brătianu est nommé premier ministre de la Roumanie (fin le 21 juin)[59].

- 12 mai-14 mai : les Roumains de Transylvanie, du Banat, du Maramureş et de la Crişana fondent un Parti national roumain à la Conférence de Sibiu qui réclame l’autonomie de la Transylvanie, l'égalité des droits et le libre emploi de la langue[60].

- 7 juin, Royaume-Uni : premier meeting de la Fédération sociale-démocrate (SDF), fondée par Henry Hyndman[61].

- 18 juin : traité des « trois empereurs » (Autriche-Hongrie, Allemagne, Russie) confirmant le système bismarckien d’isolement de la France (fin en 1887)[62]. Les Empires centraux s’engagent à ne pas s’opposer à la constitution d’une Bulgarie unie et indépendante.
- 28 juin : alliance austro-serbe à Milan (fin en 1895). Accord secret signé entre l’empereur d’Autriche et le prince de Serbie[63], qui s’engage à interdire toute propagande serbe dans l’Empire contre la promesse autrichienne de reconnaître ses droits sur la vallée du Vardar.

- 2 juillet : une commission gréco-turque mise en place par le congrès de Berlin définit la frontière entre les deux pays et accorde à la Grèce les districts de Volos, Larissa, Trokhala (Trikala) situés au nord, et à l’empire ottoman, Ioannina[64].
- 15 juillet : la Croatie militaire et de la Krajina de Slavonie sont réintégrées au royaume de Croatie-Slavonie[65]. Face à la politique hongroise de magyarisation, les nationalistes croates proposent de transformer la monarchie en une triple monarchie unitaire, autrichienne-hongroise-croate, mais sans rencontrer aucun écho.

- 27 octobre : recul des conservateurs aux législatives en Allemagne[66]. Les trois partis conservateurs perdent 10 % au profit des progressistes et des libéraux. Le Centre devient le premier parti tandis que la social-démocratie gagne des sièges. Affaiblissement du parti national-libéral (17 % des voix au Reichstag). Le parti progressiste (Fortschristtspartei), adversaire de Bismarck, obtient le même score.
- 17 novembre : l’empereur Guillaume Ier d’Allemagne annonce au Reichstag la triple loi d’assurance ouvrière : assurance maladie (15 juin 1883), accident du travail (6 juillet 1884) et assurance invalidité et vieillesse (22 juin 1889)[67].

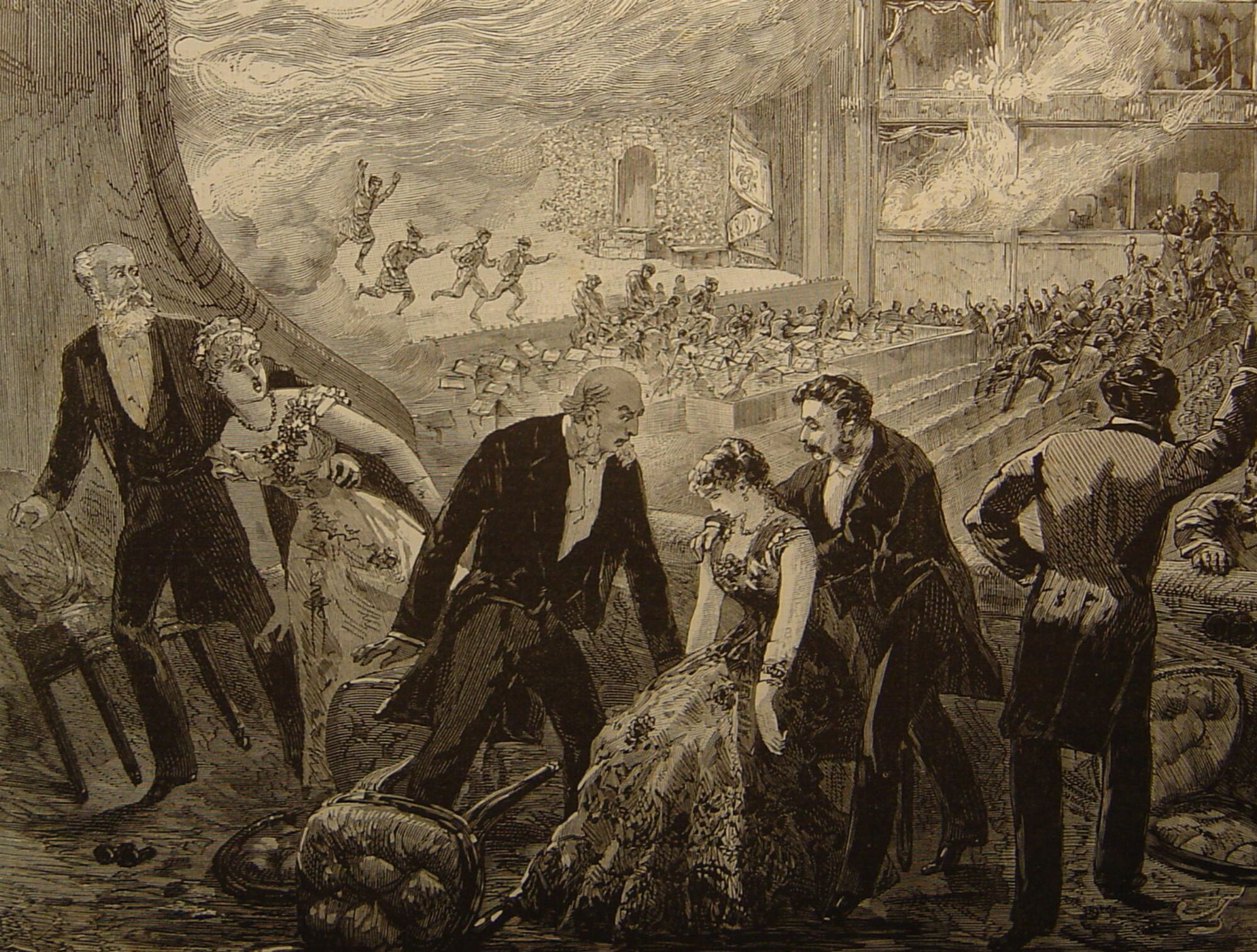
L'incendie du théâtre de Vienne.

- 8 décembre : l'incendie du Ringtheater à Vienne fait 384 victimes[68].

- Création en Hongrie du Parti d’opposition modérée composé de conservateurs[56].

#### Russie
- 9 février (28 janvier du calendrier julien) : projet de réforme de Loris-Melikov[69] ; association limitée de représentants élus des zemstvos et des Doumas à l’examen des projets de loi.
- 13 mars (1er mars du calendrier julien) : assassinat de l’empereur Alexandre II de Russie à Saint-Pétersbourg par Narodnaïa Volia[62]. Il venait de donner son approbation aux projets de réformes du comte Loris-Melikov. Début du règne de l’empereur Alexandre III de Russie (fin en 1894).

- 27 avril-3 mai (15 avril-21 avril du calendrier julien) : pogrom d’Elisavetgrad[70]. Première vague de pogroms contre les Juifs, accusés de l’assassinat du tsar, à Elisavetgrad, Kiev et Odessa[71]. Organisation du mouvement sioniste Hibbat Zion (amour de Sion).

- 11 mai (29 avril du calendrier julien) : Alexandre III affirme son attachement à l’autocratie. Démission des ministres libéraux Loris-Melikov et Milioutine[72].

- 26 août (14 août du calendrier julien) : loi permettant d’imposer un état de siège de sévérité variable[73]. Création d’une nouvelle police secrète, les « sections de protection de l’ordre et de la sécurité » (Okhrana).
- 25-27 décembre : pogrom de Varsovie[71].
- 9 janvier 1882 : (28 décembre du calendrier julien) : loi rendant le rachat obligatoire pour le million de feux paysans restés sous le statut de la dépendance temporaire. Diminution des annuités de rachat[74].

## Naissances en 1881
- 10 janvier : Auguste Le Guennant, compositeur français († 1972).
- 15 janvier : Michel Abonnel, peintre français († 2 février 1915).
- 18 janvier : Erich Hermès, peintre et dessinateur suisse († 21 juin 1971).
- 21 janvier :
  - Oscar Eichacker, sculpteur, peintre et graveur français, professeur aux Beaux-Arts de Marseille († 23 juin 1961).
  - Anton Huotari, député et rédacteur en chef finlandais († 7 novembre 1931).
- 23 janvier :
  - Luisa Casati , marquise italienne († 1er juin 1957).
  - Raymond Thiollière, peintre, aquafortiste et graveur sur bois français († 26 juillet 1929).
- 25 janvier : Louis Van den Eynde, peintre belge († 22 juillet 1966).
- 27 janvier : Sveinn Björnsson, 1er président de la république d'Islande († 25 janvier 1952).
- 29 janvier : Kim Kyu-sik, homme politique coréen († 10 décembre 1950).
- 31 janvier :
  - Bruno Buozzi, syndicaliste et homme politique italien († 4 juin 1944).
  - Irving Langmuir, chimiste et physicien américain († 16 août 1957).
  - Anna Pavlova, danseuse étoile russe († 23 janvier 1931).

- 4 février : Fernand Léger, peintre français († 17 août 1955).
- 6 février : Karl Weigl, compositeur autrichien († 11 août 1949).
- 7 février : Charles Martin-Sauvaigo, peintre français († 9 novembre 1970).
- 10 février : Maurice Guiraud-Rivière, peintre, dessinateur, et sculpteur français († 1947).
- 11 février :
  - Carlo Carrà, peintre italien († 13 avril 1966).
  - Kobayashi Kokei, peintre japonais († 3 avril 1957).
- 14 février : Valentine Grant, actrice américaine, de la période du muet. († 12 mars 1949)
- 20 février : Julien Maitron, coureur cycliste français († 8 octobre 1972).
- 21 février :
  - Marc Boegner, écrivain, penseur, pasteur, académicien français († 18 décembre 1970).
  - Peet Johanson, agriculteur et homme politique estonien († 1939).
- 28 février :
  - Otto Dowling, homme politique américain († 14 avril 1946).
  - Fernand Sanz, coureur cycliste français († 8 janvier 1925).

- 4 mars : Armand-Hippolyte d'Orchymont, entomologiste belge († 9 février 1947).
- 5 mars : Alessandro Casati, homme politique italien († 4 juin 1955).
- 6 mars : Émile Friol, coureur cycliste français († 16 mars 1916).
- 8 mars : Eduard Zachert, homme politique allemand († 22 juillet 1943).
- 12 mars :
  - Pavel Chillingovski, graveur, peintre et professeur d'art russe puis soviétique († 5 avril 1942).
  - Georges Filiberti, peintre français d'origine italienne († 3 décembre 1970).
- 14 mars : André Alexandre Verdilhan, sculpteur et peintre français († 21 juillet 1963).
- 16 mars : Pierre Paulus, peintre belge († 17 août 1959).
- 17 mars : Raoul Daufresne de La Chevalerie, sportif belge, principalement joueur et entraîneur de football, commandant en chef des Forces belges libres au Royaume-Uni († 25 novembre 1967).
- 18 mars : Paul Le Flem, compositeur français († 31 juillet 1984).
- 20 mars : Eugène Schueller, chimiste et chef d'entreprise français, fondateur de L'Oréal († 23 août 1957).
- 21 mars : Édouard-Marcel Sandoz, sculpteur et aquarelliste suisse († 20 mars 1971).
- 22 mars :
  - Louis Berlaimont, homme politique belge († 3 février 1950).
  - Henriette Moriamé, résistante française lors de la Première Guerre mondiale († 24 août 1918).
- 23 mars :
  - Gabrielle Decohorne, peintre paysagiste et aquarelliste française († ?).
  - Roger Martin du Gard, écrivain français, prix Nobel de littérature 1937 († 22 août 1958).
- 25 mars :
  - Béla Bartók, compositeur hongrois († 26 septembre 1945).
  - Edmund Curtis, historien britannique († 25 mars 1943).
- 30 mars : Raoul Bardac, compositeur et pianiste français († 30 juillet 1950).
- 31 mars : Rudolf Plaček, peintre, illustrateur et caricaturiste austro-hongrois puis tchécoslovaque († ?).

- 2 avril : Diran Alexanian, violoncelliste et pédagogue arménien († 27 juillet 1954).
- 3 avril :
  - Alcide De Gasperi, homme d'État italien († 19 août 1954).
  - Hans Paasche, officier de marine, homme politique, écrivain et essayiste allemand († 21 mai 1920).
- 6 avril :
  - Paul-André Eschbach, peintre français († 10 août 1961).
  - Hilda Lovisa Nordquist, actrice néerlandaise († 16 octobre 1935).
- 7 avril : Davy Burnaby, interprète de comédies musicales et acteur de films musicaux anglais († 18 avril 1949).
- 12 avril : Élisée Maclet, peintre français († 23 août 1962).
- 15 avril : Pierre Bodard, peintre français († 18 juin 1937).
- 16 avril :
  - Fortunino Matania, peintre italien († 8 février 1963).
  - Edward Frederick Lindley Wood, 1er comte d'Halifax, homme politique britannique, ambassadeur, vice-roi des Indes de 1926 à 1931 († 23 décembre 1959).
- 20 avril : Nikolaï Miaskovski, compositeur russe puis soviétique († 9 août 1950).
- 27 avril : Móric Esterházy, homme politique hongrois († 28 juin 1960).
- 30 avril : Philippe Robert, peintre et illustrateur suisse († 22 juin 1930).

- 1er mai : George Wiley, coureur cycliste sur piste américain († 3 mars 1954).
- 2 mai :
  - Robert-Henri Blot, peintre paysagiste français († 1948).
  - Ernst Legal, acteur, metteur en scène et directeur de théâtre et d'opéra allemand († 29 juin 1955).
- 4 mai : George Hassell, acteur anglais († 17 février 1937).
- 5 mai : Gino Romiti, peintre italien († 1967).
- 11 mai : Theodore von Kármán, physicien hongrois († 6 mai 1963).
- 13 mai : Albert Chanot, peintre et sculpteur français († 25 février 1963).
- 14 mai : Julian Eltinge, acteur américain († 7 mars 1941).
- 19 mai : Mustafa Kemal Atatürk, meneur de la guerre d'indépendance turque, fondateur et premier président de la république de Turquie († 10 novembre 1938).
- 20 mai : Władysław Sikorski, militaire et homme politique polonais († 4 juillet 1943).
- 21 mai : Iosif Iser, peintre roumain d'origine israélienne († 25 avril 1958).
- 26 mai : Adolfo de la Huerta, président du Mexique en 1920 († 9 juillet 1955).
- 28 mai :
  - Agostino Bea, cardinal et jésuite allemand († 16 novembre 1968).
  - Serge Férat, peintre et décorateur russe et français († 13 octobre 1958).

- 1er juin : Robert Besnard, peintre et graveur français († 28 septembre 1914).
- 3 juin :
  - Fritz Bach, musicien, compositeur, organiste et enseignant suisse († 27 décembre 1930).
  - Michel Larionov, peintre et décorateur russe qui obtient la nationalité française († 10 mai 1964).
- 4 juin :
  - Nathalie Gontcharoff, peintre, dessinatrice et décoratrice russe († 17 octobre 1962).
  - Oskar Jascha, compositeur et chef d'orchestre autrichien († 9 janvier 1948).
- 6 juin : Albert Devèze, homme politique belge († 28 novembre 1959).
- 7 juin : Herman Kruyder, peintre néerlandais († 29 avril 1935).
- 10 juin : Friedrich Hilble, fonctionnaire et conseiller municipal munichois († 4 juin 1937).
- 11 juin : Alexandre Lippmann, escrimeur et peintre français († 23 février 1960).
- 19 juin :
  - František Gellner, poète, écrivain, peintre, caricaturiste et anarchiste austro-hongrois († 13 septembre 1914).
  - Louis Lavauden, forestier et zoologiste français († 1er septembre 1935).
- 26 juin : Giovanni Borgonovo, peintre italien († 1975).
- 27 juin : Jérôme Carcopino, historien et haut fonctionnaire français († 17 mars 1970).
- 29 juin :
  - Curt Sachs, ethnomusicologue et théoricien de la musique germano-américain († 5 février 1959).
  - Louis Trousselier, coureur cycliste français († 24 avril 1939).
- 30 juin : Leopold Petznek, homme politique austro-hongrois puis autrichien († 27 juillet 1956).

- 1er juillet : Hubert Medland, homme politique britannique († 11 décembre 1964).
- 4 juillet : Lucien Ludovic Madrassi, peintre français († 20 février 1956).
- 5 juillet : Henri Le Fauconnier, peintre cubiste français († 25 décembre 1946).
- 9 juillet : Jacques d'Otémar, peintre et illustrateur français († 7 février 1952).
- 12 juillet : Charles Picart Le Doux, peintre, graveur, poète et écrivain français († 11 septembre 1959).
- 17 juillet : Otto von Wätjen, peintre allemand († 4 janvier 1959).
- 22 juillet : Arthur Hartmann, violoniste, altiste et compositeur américain († 30 mars 1956).
- 24 juillet : Frank Hagney, acteur australien  († 5 janvier 1929).
- 26 juillet : David Šterenberg, peintre, graphiste et photographe russe puis soviétique († 1er mai 1948).
- 27 juillet : Maurice Lalau, illustrateur, dessinateur et peintre français († 14 avril 1961).
- 29 juillet : Ilia Machkov, peintre russe puis soviétique († 20 mars 1944).
- 30 juillet : Giuseppe Palanti, peintre, illustrateur, costumier, metteur en scène et professeur italien († 23 avril 1946).

- 1er août : Heinrich Böhler, industriel, collectionneur d'œuvres d'art, peintre et photographe austro-suisse († 4 février 1940).
- 2 août : Robert Gray, acteur et réalisateur américain († 1er août 1963).
- 4 août : Platon Kerjentsev, Homme d'État, journaliste, économiste et écrivain russe puis soviétique († 2 juin 1940).
- 5 août : Georges Albert Tresch, peintre et militaire français († 9 juillet 1948).
- 5 août ou 5 août 1882 : Hugh S. Johnson, soldat américain († 15 avril 1942).
- 6 août : Leo Carrillo, acteur américain († 10 septembre 1961).
- 9 août :
  - Bernard Boutet de Monvel, peintre, graveur, illustrateur, sculpteur et décorateur français († 28 octobre 1949).
  - Charles Heyman, peintre aquarelliste et graveur aquafortiste français († 15 mai 1915).
- 12 août :
  - Cecil B. DeMille, cinéaste américain († 21 février 1942).
  - Alexandre Guerassimov, peintre russe puis soviétique († 23 juillet 1963).
- 18 août : Hermann Zilcher, pianiste et pédagogue musical allemand († 1er janvier 1948).
- 19 août : Georges Enesco, compositeur roumain († 4 mai 1955).
- 21 août : Roger Parent, peintre français († 1963).
- 24 août : Marthe Chenal, soprano à l'Opéra († 28 janvier 1947).
- 29 août : Valery Larbaud, écrivain français († 2 février 1957).

- 4 septembre :
  - František Kysela, graphiste, scénographe et enseignant austro-hongrois puis tchécoslovaque († 20 février 1941).
  - Isabella Preston, botaniste canadienne († 31 janvier 1965).
- 5 septembre :
  - Numa Ayrinhac, peintre franco-argentin († 23 mars 1951).
  - Otto Bauer, homme politique autrichien († 4 juillet 1938).
- 11 septembre :
  - Jacques Hilpert, peintre et dessinateur français († 15 novembre 1952).
  - Jacques Nam, dessinateur, graveur, peintre et sculpteur français († 22 février 1974).
- 12 septembre : Robert Gilles Plantey, peintre français († 11 août 1974).
- 13 septembre : Matthew Betz, acteur américain († 26 janvier 1938).
- 15 septembre : Lucien de Maleville, peintre français († 7 mai 1964).
- 16 septembre : Madge Syers, patineuse artistique britannique († 9 septembre 1917).
- 17 septembre :
  - Maurice Achener, peintre, graveur et illustrateur français († 19 avril 1963).
  - Savely Schleifer, peintre français († 14 septembre 1942).
- 21 septembre : Émile Georget, coureur cycliste français († 16 octobre 1960).
- 28 septembre : Roger Grillon, peintre, illustrateur et graveur sur bois français († 19 juin 1938).
- 29 septembre : Ludwig von Mises, économiste austro-hongrois puis autrichien, naturalisé américain († 10 octobre 1973).

- 1er octobre : Maurice Le Scouëzec, peintre et graveur français († 1er mai 1940),
- 2 octobre : Ferdinand Barlow, compositeur français († 3 janvier 1951).
- 4 octobre :
  - Otto Wille Kuusinen, homme politique et dirigeant communiste finlandais († 17 mai 1964).
  - André Salmon, écrivain français († 12 mars 1969).
- 7 octobre : Alcide Rousseau, coureur cycliste français († 4 mai 1974).
- 8 octobre : Rudolf Holsti, homme politique, journaliste et diplomate finlandais († 3 août 1945).
- 11 octobre :
  - Hans Kelsen, juriste américain d'origine autrichienne († 19 avril 1973).
  - Roger Reboussin, peintre français († 19 février 1965).
- 12 octobre :
  - Crauford Kent, acteur anglais († 14 mai 1953).
  - René Sautin, peintre français († 23 juillet 1968).
- 14 octobre : Elizabeth Somers, républicaine, écrivaine et industrielle irlandaise († 28 décembre 1934).
- 15 octobre : Pelham Grenville Wodehouse, écrivain et humoriste britannique († 14 février 1975).
- 16 octobre :
  - Dossibai Patell, gynécologue-obstétricienne indienne († 4 février 1960).
  - Mary Piriou, peintre et graveuse française († 28 décembre 1956).
- 18 octobre :
  - Paul Baudier, peintre, graveur et illustrateur français († 9 décembre 1962).
  - René Prath, peintre et caricaturiste français († 31 décembre 1961).
- 24 octobre : Paul Basilius Barth, peintre et dessinateur suisse († 25 avril 1955).
- 25 octobre : Pablo Picasso, peintre espagnol († 8 avril 1973).
- 26 octobre :
  - Louis Bastien, coureur cycliste et escrimeur français († 13 août 1963).
  - Stilian Chilingirov, écrivain, ethnographe et homme politique bulgare († 23 novembre 1962).

- 4 novembre :
  - Carlo Chiarlo, nonce apostolique en Bolivie (en), au Costa Rica (en) et au Nicaragua (en), délégué apostolique au Guatemala (en) et internonce au Salvador et au Honduras (en), puis au Panama (en) et enfin au Brésil (en) et cardinal italien († 21 janvier 1964).
  - Milton Rosmer, acteur, réalisateur, producteur et scénariste britannique  († 7 décembre 1971).
- 6 novembre : Germaine Casse, peintre française († 12 juillet 1967).
- 7 novembre : Francis Birtles, pilote automobile, journaliste, aventurier, coureur cycliste, photographe et cinéaste australien († 1er juin 1941).
- 8 novembre : François Lafourcade, coureur cycliste français († 10 août 1917).
- 12 novembre : Frédéric Dupré, architecte, décorateur et peintre français († 16 octobre 1972).
- 16 novembre : Hugo Meisl, joueur, entraîneur, arbitre et dirigeant de football autrichien († 17 février 1937).
- 19 novembre : Eugène Tirvert, peintre français († 20 février 1948).
- 21 novembre :
  - Jean-Edouard de Castella, peintre et dessinateur suisse († 26 juillet 1966).
  - Pierre Forest, peintre français († 17 décembre 1971).
- 22 novembre : Ismail Enver, officier militaire turc 4 août 1922).
- 25 novembre :
  - Angelo Giuseppe Roncalli, futur pape Jean XXIII († 3 juin 1963).
  - Lucienne Heuvelmans, sculptrice et peintre française († 1944).
  - August Willem van Voorden, peintre néerlandais († 2 octobre 1921).
- 26 novembre : Gaetano Cicognani, cardinal italien de la curie romaine († 5 février 1962).
- 28 novembre : Stefan Zweig, écrivain autrichien († 22 février 1942).

- 2 décembre : Pierre-Aurèle Asselin, artiste lyrique canadien († 27 décembre 1964).
- 4 décembre : Armand Coussens, peintre, graveur et illustrateur français († 2 février 1935).
- 5 décembre : Ernest Paul, coureur cycliste français († 9 septembre 1964).
- 7 décembre :
  - Giuseppe Amisani, peintre italien († 8 septembre 1941).
  - Marie-Anne Camax-Zoegger, peintre française († 31 octobre 1952).
- 8 décembre: Albert Gleizes, peintre, dessinateur, graveur, philosophe et théoricien français († 23 juin 1953).
- 9 décembre : Jean Juster, avocat français († 12 octobre 1915).
- 13 décembre : Fernand Pinal, peintre et graveur (eau-forte et gravure sur bois) français († 12 octobre 1958).
- 17 décembre : Jan Sluijters, peintre, affichiste et relieur néerlandais († 8 mai 1957).
- 22 décembre : Walter Pfrimer, homme politique autrichien († 31 mai 1968).
- 25 décembre :
  - Lucienne Heuvelmans, sculptrice, peintre et illustratrice française († 26 février 1944).
  - Berthold Mahn, peintre, dessinateur, lithographe et illustrateur français († 1er avril 1975).

- Date inconnue :
  - Dragomir Arambašić, sculpteur et peintre serbe puis yougoslave († 1945).
  - Alfred Bergier, peintre français († 1971).
  - Carles Casagemas, peintre espagnol († 17 février 1901).
  - Rosine Déchenaud, peintre pastelliste française († après 1939).
  - Alfonso Frangipane, peintre, dessinateur, essayiste et historien de l'art italien († 1970).
  - Harrish Ingraham, acteur et réalisateur britannique († ?).
  - Allauddin Khan, maître de musique indienne d'origine bengalie († 6 septembre 1972).
  - Cesare Maggi, peintre italien († 1961).
  - Charlotte Mansfield, romancière anglaise († 1936).
  - Maurycy Minkowski, peintre polonais d'origine juive († 23 novembre 1930).
  - Moshe Rynecki, peintre polonais d'origine juive († 1943).
  - Ivan da Silva-Bruhns, peintre et décorateur français († 17 octobre 1980).
  - Théodore Ypsilántis, homme politique grec († février 1943).

## Décès en 1881
- 1er janvier : Auguste Blanqui, théoricien socialiste (° 8 février 1805).
- 18 janvier : Adolph Wegelin, peintre allemand (° 24 novembre 1810).
- 20 janvier : Théophile de Cesve, maître de forges et sénateur belge (° 1er mai 1803).
- 21 janvier :
  - François-Edmée Ricois, peintre paysagiste français (° 29 août 1795).
  - Edward Askew Sothern, acteur anglais (° 1er avril 1826).
- 24 janvier : James Collinson, peintre britannique (° 9 mai 1825).
- 28 janvier : Auguste Louis Jobbé-Duval, peintre décorateur français (° 1er février 1819).

- 3 février : John Gould, ornithologue et naturaliste britannique (° 14 septembre 1804).
- 5 février : 
  - Thomas Carlyle, historien britannique (° 4 décembre 1795).
  - Enele Maʻafu, grand chef tongien et fidjien, roi des îles Lau puis vice-roi des Fidji (° v. 1916).
- 9 février du calendrier grégorien ou 28 janvier du calendrier julien : Fiodor Dostoïevski, écrivain russe (° 11 novembre 1821).
- 10 février : Adrien Talexy, pianiste et compositeur français (° 1820).

- 1er/13 mars : Alexandre II de Russie (assassiné), empereur de Russie (° 29 avril 1818).
- 16 mars : Hugues Merle, peintre de genre, portraitiste français (° 28 avril 1822).
- 25 mars : Charles Reed, homme politique britannique (° 20 juin 1819).
- 26 mars :
  - Auguste de Châtillon, peintre, sculpteur et poète français (° 29 janvier 1808).
  - Jules Noël, peintre paysagiste et de marines français (° 4 janvier 1810).
- 28 mars : Modeste Moussorgski, compositeur russe (° 21 mars 1839).

- 6 avril : Philip de Malpas Grey Egerton, paléontologue britannique (° 13 novembre 1806).
- 10 avril : Félix-Émile Taunay, peintre français (° 1er mars 1795).
- 11 avril : Eugenio Cavallini, violoniste et compositeur italien (° 16 juin 1806).
- 19 avril :
  - Benjamin Disraeli, écrivain, homme politique et premier ministre du Royaume-Uni (° 21 décembre 1804).
  - Joseph Lane, général et homme politique américain (° 14 décembre 1801).

- 22 mai : François Thibault, caporal des sapeurs-pompiers de Paris (° 9 février 1835).

- 2 juin :
  - Friedrich Albrecht zu Eulenburg, diplomate et homme politique prussien (° 29 juin 1815).
  - Émile Littré, philosophe, philologue et homme politique français (° 1er février 1801).
- 6 juin : Henri Vieuxtemps, violoniste et compositeur belge (° 17 février 1820).
- 7 juin : Augustin Savard, compositeur et pédagogue français (° 21 août 1814).
- 13 juin : Édouard-Auguste Imer, peintre français (° 23 décembre 1820).
- 27 juin : Jules Dufaure, avocat et homme politique français (° 4 décembre 1798).

- 11 juillet : Auguste Gendron, peintre français (° 17 mars 1817).
- 14 juillet : Billy the Kid, hors-la-loi américain (° 23 novembre 1859).

- 6 août : James White, cofondateur de l'Église adventiste du septième jour (° 4 août 1821).
- 11 août : Louis-Henri de Rudder, peintre d'histoire, de genre, portraitiste et illustrateur français (° 17 octobre 1807).

- 16 septembre : Jean-Baptiste Nothomb, homme politique belge (° 3 juillet 1805).
- 19 septembre : James Garfield, président des États-Unis (° 19 novembre 1831).
- 24 septembre : Camille Durutte, compositeur et théoricien de la musique français (° 15 octobre 1803).
- 29 septembre : Jean-Adolphe Cérémonie, sculpteur français (° 3 janvier 1830).

- 8 octobre : Joseph Carter Abbott, journaliste, homme politique et brigadier général américain (° 15 juillet 1825).
- 9 octobre : Richard Wüerst, compositeur et professeur de musique allemand (° 22 avril 1824).
- 16 octobre : Marcial del Adalid, compositeur espagnol (° 24 août 1826).

- 1er novembre : John Bost, pasteur calviniste et revivaliste suisse et français (° 4 mars 1817).
- 4 novembre : Estella Hijmans Hertzveld, poétesse néerlandaise (° 14 juillet 1837).
- 5 novembre : Robert Mallet, ingénieur et géologue irlandais (° 3 juin 1810).
- 14 novembre : Jodocus Donatus Hubertus Temme, homme politique, juriste et écrivain allemand (° 22 octobre 1798).
- 21 novembre : Ami Boué, géologue autrichien (° 16 mars 1794).
- 25 novembre : Theobald Boehm, compositeur, flûtiste et facteur d’instruments de musique allemand (° 9 avril 1794).

- 12 décembre :  Florêncio Carlos de Abreu e Silva, avocat, journaliste, écrivain et homme politique brésilien (° 20 octobre 1839).
- 15 décembre : Jules Thibon, peintre français (° 3 décembre 1824).
- 28 décembre : Pierre François Eugène Giraud, peintre et graveur français (° 9 août 1806).

- Date inconnue :
  - Mary Downing, poétesse et nationaliste irlandaise (° 1815).
  - Félix Frías, homme politique et journaliste argentin (° 1816).